# Sławków
Sławków é um município da Polônia, na voivodia da Silésia e no condado de Będzin. Estende-se por uma área de 36,6 km², com 7 092 habitantes, segundo os censos de 2016, com uma densidade de 193,4 hab/km².